# Aktive Kvinder i Danmark
Aktive Kvinder i Danmark er en forening, der ønsker at forbedre vilkårene for kvinder i Danmark.
Foreningen blev stiftet i 1917, under navnet De Danske Husmoderforeninger, på initiativ af forfatteren Thit Jensen. Formålet var, at organisere landets husmødre, for at stå stærkere i kravene om løn- og arbejdskrav. I 1996 skiftede foreningen navn til Aktive Kvinder i Danmark, da man ikke længere mente, at det var nødvendigt med en husmoderforening. Foreningen er fuldstændigt politisk uafhængigt. 
Foreningen er organiseret med lokalforeninger i hele landet og en landsforening. Formand for landsforeningen er Lone Chodavarapu.